# John William Hopkins
Pour les articles homonymes, voir John Hopkins et Hopkins.
John William Hopkins (Liverpool, 19 septembre 1825 - Montréal, 11 décembre 1905) est un architecte canadien. En 1879, il est notamment le concepteur, avec son associé Daniel B. Willy, de la galerie d'art de l'Art Association of Montreal qui deviendra le Musée des beaux-arts de Montréal.

## Réalisations
- Galerie d'art de l'Art Association of Montreal (Square Philips, Montréal)
- Palais de Cristal
- Maison Van Horne
- Édifice Allan
- Édifice des Commissaires
- Manoir Maplewood
- Édifice de la Banque des Marchands (Place d'Armes, Montréal)

Le fonds d'archives John William Hopkins et Daniel B. Wily est conservé au centre d’archives de Montréal de la Bibliothèque et Archives nationales du Québec.